# 489
Năm 489 là một năm trong lịch Julius.